# گوزنچه کوتوله
گوزنچه کوتوله (نام علمی: Mazama chunyi) نام یک گونه از سرده گوزنچه است.